# Тиокарбонат натрия
Тиокарбонат натрия — соль натрия и несуществующей в свободном виде тиоугольной кислоты с формулой Na2CS3, растворимая в воде.

## Получение
Для получения тиокарбонатов обычно используют взаимодействие сульфидов металлов (например, сульфида натрия) с сероуглеродом — тиоангидридом тиоугольной кислоты:
{\displaystyle {\ce {Na2S + CS2 -> Na2CS3}}}

## Химические свойства
При действии кислот на тиокарбонат натрия вместо тиоугольной кислоты выделяются диоксид углерода и сероводород:
{\displaystyle {\ce {Na2CS3 + 2HCl + 2H2O -> 2NaCl + 3H2S + CO2}}}